# Herguijuela de Ciudad Rodrigo
Herguijuela de Ciudad Rodrigo is een gemeente in de Spaanse provincie Salamanca in de regio Castilië en León met een oppervlakte van 23,41 km². Herguijuela de Ciudad Rodrigo telt 82 inwoners (1 januari 2016).

## Demografische ontwikkeling
Bron: INE, 1857-2011: volkstellingen
Opm.: In 1857 werd de gemeente Cespedosa de Agadones angehecht